# Gymnothorax intesi
Gymnothorax intesi är en fiskart som först beskrevs av Pierre Fourmanoir och Rivaton, 1979.  Gymnothorax intesi ingår i släktet Gymnothorax och familjen Muraenidae. Inga underarter finns listade i Catalogue of Life.